# Denham Jephson (MP)
Denham Jephson (1748? - 9 de maio de 1813), de Mallow Castle, co. Cork, foi membro do Parlamento por Mallow entre 1802 e 1812.